# Finn Wittrock
Peter "Finn" Wittrock, Jr. (Lenox, Massachusetts, 28 de octubre de 1984) es un actor y guionista estadounidense. Comenzó su carrera con papeles como invitado en varios programas de televisión, antes de hacer su debut en el cine en Twelve (2010). Después de estudiar teatro en la Escuela Juilliard, fue un habitual en la telenovela All My Children de 2009 a 2011, mientras actuaba en varias producciones teatrales. En 2011 actuó en la obra The Illusion del dramaturgo Tony Kushner y, en 2012, hizo su debut en Broadway como Harold "Happy" Loman en el reestreno de la obra Muerte de un viajante de Arthur Miller, dirigida por Mike Nichols.
En 2014 ganó reconocimiento por sus papeles en las películas The Normal Heart, Noé y Unbroken y obtuvo una nominación a los Premios Primetime Emmy por su papel como Dandy Mott en la serie de FX American Horror Story: Freak Show. En 2015, interpretó al modelo Tristan Duffy y al actor Rodolfo Valentino en American Horror Story: Hotel y formó parte del elenco de la película La gran apuesta.

## Primeros años
Peter "Finn" Wittrock nació el 28 de octubre de 1984 en Lenox, Massachusetts. Es hijo de Kate Claire Crowley, una profesora de terapia ocupacional en la Universidad del Sur de California, y Peter L. Wittrock, actor. Tiene un hermano menor llamado Dylan, actor de teatro en la ciudad de Nueva York. Durante su infancia creció en el teatro Shakespeare & Company, donde su padre trabajaba, y a menudo actuó como paje o mensajero. Asistió a la Los Ángeles County High School for the Arts, donde tuvo la posibilidad de actuar, hacer películas y recibir clases de movimiento para actores. Después de graduarse de la escuela secundaria, fue aceptado en la Escuela Juilliard, pero rechazó su plaza con la esperanza de conseguir trabajo en Los Ángeles. Además, es miembro activo del The Mechanicals Theatre Group.
Actuó en algunos episodios para la televisión, aunque a menudo se enfrentó al rechazo. Al año siguiente hizo una prueba de acceso para la Escuela Juilliard, que lo volvió a admitir. Asistió a la escuela, donde fue miembro del Grupo 37 de la División de Drama (2004-2008). Fue un participante activo en el departamento de teatro y actuó en varias producciones teatrales. También ganó el premio Juilliard Journal en reconocimiento a sus destacadas contribuciones al diario de la escuela, The Juilliard Journal, y recibió la beca Stephanie Palmer McClelland de la División de Drama. En 2008 se licenció en Bellas Artes.

## Carrera
Al final de la escuela secundaria, debutó en televisión con una participación en la serie Cold Case en 2003, seguida de apariciones en ER y CSI: Miami. Después de graduarse en Juilliard, interpretó a Romeo en el teatro regional de Washington D. C., en la producción de Romeo y Julieta de la Compañía de Teatro Shakespeare. En 2008 hizo de Eugene Marchbanks en Cándida en el Festival de Teatro de Berkshire y, al año siguiente, de Damon Miller en All My Children.
En 2012 debutó en Broadway en la obra Muerte de un viajante, junto a Philip Seymour Hoffman y Andrew Garfield. Coprotagonizó Dulce pájaro de juventud junto a Diane Lane haciendo de Chance Wayne. Otros de sus créditos teatrales Off-Broadway incluyen The Guardsman, The Illusion, The Age of Iron, Romeo y Julieta y The Matchmaker, entre otros.
En julio de 2013 fue elegido para interpretar a Albert en la película de HBO The Normal Heart, dirigida por Ryan Murphy, y un mes después fue anunciado para dar vida a Mac en Unbroken, película dirigida por Angelina Jolie.
Wittrock también ha aparecido en películas tales como Twelve, A Winter's Tale y Noé; así mismo, ha sido invitado en series como Torchwood, Harry's Law, Mentes criminales, Law & Order: SVU y apariciones recurrentes en Masters of Sex.
También escribió y protagonizó The Submarine Kid, al lado de Emilie de Ravin. En mayo de 2014 fue elegido para interpretar a Freddie Steinmark en la película My All American, junto a Aaron Eckhart. El 24 de julio de 2014 se dio a conocer que Wittrock se uniría al elenco de American Horror Story: Freak Show. El 6 de junio de 2015, se informó de que Wittrock formaría parte de la siguiente entrega American Horror Story: Hotel.

## Vida personal
Contrajo matrimonio con Sarah Roberts (su novia y compañera de la Escuela Juilliard) el 18 de octubre de 2014 en una ceremonia privada.

## Filmografía

### Cine
| Año  | Película                            | Rol                    | Notas        |
| ---- | ----------------------------------- | ---------------------- | ------------ |
| 2004 | Halloweentown High                  | Cody                   |              |
| 2010 | Twelve                              | Warren                 |              |
| 2014 | Winter's Tale                       | Gabriel                |              |
| 2014 | Noé                                 | Tubal-cain joven       |              |
| 2014 | Unbroken                            | Francis 'Mac' McNamara |              |
| 2015 | My All American                     | Freddie Steinmark      |              |
| 2015 | The Submarine Kid                   | Spencer Koll           |              |
| 2015 | La gran apuesta                     | Jamie Shipley          |              |
| 2016 | La La Land                          | Greg                   |              |
| 2017 | Landline                            | Nate                   |              |
| 2018 | A Futile and Stupid Gesture         | Tim Matheson           |              |
| 2018 | If Beale Street Could Talk          | Hayward                |              |
| 2019 | Plus One                            | Steve                  |              |
| 2019 | The Last Black Man in San Francisco | Clayton                |              |
| 2019 | Big Boy Pants                       | Kyle                   | Cortometraje |
| 2019 | Judy                                | Mickey Deans           |              |
| 2019 | Semper Fi                           | "Jaeger"               |              |
| 2021 | Long Weekend                        | Bart                   |              |
| 2021 | A Mouthful of Air                   | Ethan Davis            |              |
| 2022 | Deep Water                          | Tony Cameron           |              |
| 2022 | Luckiest Girl Alive                 | Luke Harrison          |              |
| 2023 | Downtown Owl                        | Coach Laidlaw          |              |
| 2023 | Origin                              | August Landmesser      |              |
| 2024 | No te muevas                        | Richard                |              |

### Televisión
| Año     | Título                                                    | Rol                             | Notas                               |
| ------- | --------------------------------------------------------- | ------------------------------- | ----------------------------------- |
| 2003    | Cold Case                                                 | Eric Whitley                    | Episodio: "Look Again"              |
| 2003    | ER                                                        | Thomas Yoder                    | Episodio: "Missing"                 |
| 2004    | CSI: Miami                                                | Chad Van Horn                   | Episodio: "Murder in a Flash"       |
| 2009–11 | All My Children                                           | Damon Miller                    | 112 episodios                       |
| 2011    | Torchwood: Miracle Day                                    | Danny                           | Episodio: "Rendition"               |
| 2012    | Harry's Law                                               | Jimmy Cormack                   | Episodio: "New Kidney on the Block" |
| 2012    | Criminal Minds                                            | Harvey Morell                   | Episodio: "True Genius"             |
| 2013    | Law & Order: Special Victims Unit                         | Cameron Tyler                   | Episodio: "Wonderland Story"        |
| 2013    | Masters of Sex                                            | Dale                            | 4 episodios                         |
| 2014    | The Normal Heart                                          | Albert                          | Película para televisión            |
| 2014–15 | American Horror Story: Freak Show                         | Dandy Mott                      | 12 episodios                        |
| 2015    | Deadbeat                                                  | Max                             | Episodio: "The Polaroid Flasher"    |
| 2015–16 | American Horror Story: Hotel                              | Tristan Duffy Rudolph Valentino | 6 episodios 3 episodios             |
| 2016    | American Horror Story: Roanoke                            | Jether Polk                     | 2 episodios                         |
| 2018    | The Assassination of Gianni Versace: American Crime Story | Jeffrey Trail                   | 5 episodios                         |
| 2019    | Alternatino with Arturo Castro                            | Eddie                           | 1 episodio                          |
| 2019    | American Horror Story: 1984                               | Bobby Richter                   | 1 episodio                          |
| 2020    | Cake                                                      | Él mismo                        | 1 episodio                          |
| 2020    | Ratched                                                   | Edmund Tolleson                 | 8 episodios                         |
| 2021    | American Horror Story: Double Feature                     | Harry Gardne                    | 6 episodios                         |

### Teatro
| Año  | Título                   | Rol                          | Notas                                           |
| ---- | ------------------------ | ---------------------------- | ----------------------------------------------- |
| 2008 | Cándida                  | Eugene Marchbanks            | Berkshire Theatre Festival                      |
| 2008 | Romeo y Julieta          | Romeo                        | Shakespeare Theatre Company                     |
| 2009 | The Age of Iron          | Troilo                       | Classic Stage Company                           |
| 2011 | The Illusion             | Calisto, Clindor y Theogenes | Signature Theatre Company                       |
| 2012 | Muerte de un viajante    | Harold "Happy" Loman         | Ethel Barrymore Theatre                         |
| 2012 | The Deep Blue            | Jamie                        | Williamstown Theatre Festival                   |
| 2013 | Dulce pájaro de juventud | Chance Wayne                 | The Goodman Theatre                             |
| 2013 | The Guardsman            | Actor                        | Centro John F. Kennedy para las Artes Escénicas |
| 2016 | Otelo                    | Cassio                       | New York Theatre Workshop                       |
| 2017 | El zoo de cristal        | Jim O'Connor                 | Belasco Theatre                                 |

## Premios y nominaciones
| Año(s) | Categoría                                                        | Premio                                         | Trabajo nominado                  | Resultado |
| ------ | ---------------------------------------------------------------- | ---------------------------------------------- | --------------------------------- | --------- |
| 2012   | Theatre World Award                                              | Theatre World Awards                           | Muerte de un viajante             | Ganador   |
| 2012   | Artista masculino más prometedor                                 | Clarence Derwent Awards                        | Muerte de un viajante             | Ganador   |
| 2015   | We're Wilde About You Rising Star Award                          | Dorian Awards                                  | Él mismo                          | Nominado  |
| 2015   | Mejor actor de reparto en una miniserie o película de televisión | Critics' Choice Television Awards              | American Horror Story: Freak Show | Nominado  |
| 2015   | Mejor actor de reparto en televisión                             | Fangoria Chainsaw Awards                       | American Horror Story: Freak Show | Nominado  |
| 2015   | Mejor actor de reparto en una miniserie o película de televisión | Primetime Emmy Awards                          | American Horror Story: Freak Show | Nominado  |
| 2016   | Mejor reparto                                                    | Critics' Choice Television Awards              | La gran apuesta                   | Nominado  |
| 2016   | Mejor reparto                                                    | National Board of Review Awards 2015           | La gran apuesta                   | Ganador   |
| 2016   | Mejor actuación de un reparto en una película                    | Screen Actors Guild Awards                     | La gran apuesta                   | Nominado  |
| 2016   | Mejor reparto                                                    | Washington D. C. Area Film Critics Association | La gran apuesta                   | Ganador   |
| 2018   | Mejor actor de reparto en una miniserie o película de televisión | Primetime Emmy Awards                          | American Crime                    | Nominado  |